# سلطعونيات
السلطعونيات (الاسم العلمي: Grapsoidea)، هي فصيلة عليا من السلطعونات. وهي معروفة جيدًا وتشتمل على العديد من الأصناف الأرضية (تعيش على الأرض) أو شبه الأرضية (تذهب إلى البحر للتكاثر فقط) أو بحيرية (تعيش في المياه العذبة). وهناك عضو آخر منه معروف بنمط حياة أكثر تقليدية هو سلطعون قفاز صيني، Eriocheir sinensis.
يحتاج التحديد بين السلطعونية و السلطعونات جانبية إلى مراجعة؛ هذا الأخير على الأقل ليس أحادي النمط الخلوي. يبدو أن الشيء نفسه ينطبق على العديد من الأجناس في سلطعونات كناسة.
أقرب الأقارب الأحياء من السلطعونيات هي سرطانات شبحية وأشباهها. في الواقع، يبدو أنهم شبه عرق فيما يتعلق ببعضهم بعضًا ويبدو أنه من المبرر دمج السرطانات الشبحية وأشباها في السلطعونيات